# Lee Nam-sun
Lee Nam-sun (koreanisch 이남순; * 14. April 1961 in Chuncheon) ist eine ehemalige südkoreanische Eisschnellläuferin.

## Werdegang
Lee trat international erstmals in der Saison 1975/76 in Erscheinung. Dabei belegte sie bei den Juniorenweltmeisterschaften 1976 in Madonna di Campiglio den 11. Platz im Mini-Vierkampf und bei den Olympischen Winterspielen 1976 in Innsbruck jeweils den 25. Platz über 500 m, 1000 m und 1500 m sowie den 24. Rang über 3000 m. In den folgenden Jahren lief sie bei den Juniorenweltmeisterschaften 1978 in Montreal auf den 14. Platz im Mini-Vierkampf, bei den Juniorenweltmeisterschaften 1979 in Grenoble auf den 20. Rang im Mini-Vierkampf und bei der Sprintweltmeisterschaft 1979 in Inzell auf den 17. Platz im Sprint-Mehrkampf. In der Saison 1979/80 kam sie bei den Juniorenweltmeisterschaften 1980 in Assen auf den 19. Platz im Mini-Vierkampf und bei den Olympischen Winterspielen 1980 in Lake Placid auf den 26. Platz über 1000 m sowie auf den 14. Rang über 500 m. Letztmals international startete sie bei der Sprintweltmeisterschaft 1981 in Grenoble. Dort errang sie den 20. Platz im Sprint-Mehrkampf.

## Erfolge

### Olympische Spiele
- 1976 Innsbruck: 24. Platz 3000 m, 25. Platz 500 m, 25. Platz 1000 m, 25. Platz 1500 m
- 1980 Lake Placid: 14. Platz 500 m, 26. Platz 1000 m

### Sprint-Weltmeisterschaften
- 1979 Inzell: 17. Platz Sprint-Mehrkampf
- 1981 Grenoble: 20. Platz Sprint-Mehrkampf

## Persönliche Bestzeiten
| Disziplin | Zeit        | Datum             | Ort         |
| --------- | ----------- | ----------------- | ----------- |
| 500 m     | 42,99 s     | 29. Januar 1981   | Seoul       |
| 1000 m    | 1:27,69 min | 19. Dezember 1980 | Fujiyoshida |
| 1500 m    | 2:21,53 min | 17. Dezember 1979 | Seoul       |
| 3000 m    | 5:08,34 min | 8. Februar 1976   | Innsbruck   |